# Clupeonella
A Clupeonella a sugarasúszójú halak (Actinopterygii) osztályának heringalakúak (Clupeiformes) rendjébe, ezen belül a heringfélék (Clupeidae) családjába tartozó nem.

## Előfordulásuk
A Clupeonella-fajok a Fekete- és Kaszpi-tengerek brakkvízű részeiben élnek, valamint, az ebbe a két tengerbe ömlő folyók alsó szakaszain találhatók meg.

## Rendszerezés
A nembe az alábbi 7 faj tartozik:
- abrau kilka (Clupeonella abrau) (Maliatsky, 1930)
- Clupeonella caspia Svetovidov, 1941
- közönséges kilka (Clupeonella cultriventris) (Nordmann, 1840)
- Clupeonella engrauliformis (Borodin, 1904)
- Clupeonella grimmi Kessler, 1877
- Clupeonella muhlisi Neu, 1934
- Clupeonella tscharchalensis (Borodin, 1896)